# Sportgemeinschaft Dynamo Dresden
La Sportgemeinschaft Dynamo Dresden e.V., noto in Italia come Dinamo Dresda, è una società calcistica tedesca della città di Dresda. Milita in Zweite Bundesliga, la seconda divisione del campionato tedesco.
La squadra viene fondata il 12 aprile 1953 con il nome di Sportgemeinschaft Dynamo Dresden, denominazione che cambiò nel 1990 divenendo 1. FC Dynamo Dresden. È stata una delle più prestigiose e popolari squadre di calcio della Repubblica Democratica Tedesca, vincendo 8 DDR-Oberliga (la prima divisione del campionato della ex-RDT) e 7 coppe nazionali.
Dopo la riunificazione tedesca nel 1990, la Dinamo Dresda ha militato dal 1991 al 1995 nella Bundesliga. Nel 1995, a causa di problemi finanziari, la squadra non ha potuto iscriversi alle prime due divisioni del campionato tedesco ed è stata retrocessa nel campionato regionale.
Nel 2004 il club è risalito in seconda divisione per poi nuovamente scendere nella Regionalliga dopo due stagioni. Dopo essersi qualificata alla Dritte Bundesliga per il campionato 2008-2009, nel 2011 fu promossa nuovamente in Zweite Bundesliga, per poi scendere nuovamente nel 2022.

## Storia

### Gli anni '50 e '60
Nel 1950 il club succeduto al Dresdner SC, l'SG Dresden-Friedrichstadt, viene sciolto per motivi politici: quasi l'intera rosa che era stata vicecampione della Oberliga nella stagione 1949-1950 lascia la Repubblica Democratica Tedesca. Per fare fronte a questa perdita la Sportvereinigung Volkspolizei Dresden, squadra nata nel 1948, viene rinforzata con giocatori provenienti da sette club locali, ed ammessa alla Oberliga nella stagione successiva. La SV Dresden ottiene presto dei piazzamenti positivi, un quarto posto nel 1950-1951 ed un secondo posto nel 1951-1952. Nell'aprile 1953 il club viene rinominato Dinamo Dresda in seguito alla fusione con la SV Dinamo; nello stesso anno arriva il primo titolo della RDT, mentre il primo trofeo, la coppa nazionale, era già arrivato l'anno precedente.
Un nuovo cambiamento avviene nel novembre del 1954: l'intera squadra viene ridenominata Dinamo Berlino e trasferita nella capitale. La Dresdner SG Dinamo – così viene nominata la nuova squadra di Dresda – viene invece inserita nella 1. Liga, la seconda divisione del campionato della RDT. Il neonato club entra subito in un periodo buio, sprofondando in pochi anni fino alla quarta divisione, anche se nella stagione 1962-1963 è di nuovo in Oberliga. Pur venendo subito retrocesso riconquista immediatamente la massima divisione, ed ottiene qui un quarto posto nella stagione 1966-1967. L'anno successivo, invece, si registrano sia il debutto nella Coppa delle Fiere, dalla quale il club viene però eliminato dal Rangers nel primo turno, che una nuova retrocessione. Il decennio si chiude con una nuova pronta risalita in Oberliga, e con l'ingaggio dell'allenatore Walter Fritzsch.

### Gli anni '70

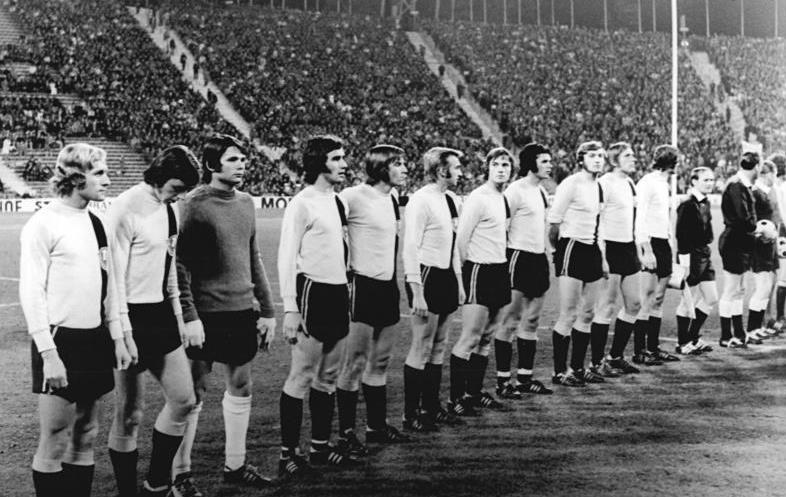
La squadra prima della partita con il Bayern Monaco nella Coppa dei Campioni 1973-1974

Gli anni settanta si aprono con il terzo posto nel campionato 1969-1970, mentre la stagione 1970-1971 è sicuramente da ricordare: arrivano sia il secondo titolo che la seconda coppa nazionale; in questo modo viene realizzato il primo double della storia della DDR-Oberliga. Questa squadra, di cui fanno parte tra gli altri Hans-Jürgen Kreische, Klaus Sammer, Siegmar Wätzlich, Dieter Riedel, Hans-Jürgen Dörner e Gert Heidler partecipa così alla Coppa dei Campioni 1971-1972, ma il sorteggio non è fortunato: dall'urna escono infatti i campioni in carica e futuri vincitori dell'Ajax che sconfiggono la compagine tedesca nel doppio confronto.
Nella stagione 1972-1973 la Dinamo Dresda è protagonista di una buona prova in Coppa UEFA, dove elimina anche il Porto prima di fermarsi ai quarti eliminata dai futuri campioni del Liverpool; l'avvenimento più importante è comunque la conquista del terzo titolo. Nella Coppa dei Campioni 1973-1974, invece, la Dinamo elimina i vicecampioni in carica della Juventus, ma viene fermata anche in questo caso dalla squadra che conquisterà poi la coppa, il Bayern Monaco; tuttavia i cugini riescono a prevalere subendo comunque sei gol, in quello che è il primo memorabile confronto fra squadre delle due Germanie.

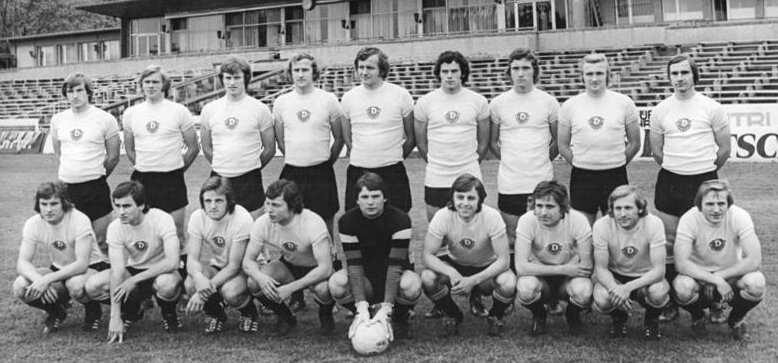
La squadra che conquista il campionato 1975-1976

Intanto alla squadra si sono aggiunti anche Reinhard Häfner, Claus Boden, Peter Kotte, Gerd Weber, Hartmut Schade e in seguito Bernd Jakubowski, e nella Coppa UEFA 1975-1976 la compagine tedesca raggiunge nuovamente i quarti, venendo anche in questa occasione eliminata dal Liverpool nuovamente campione; a fine stagione arriva comunque il quarto titolo nazionale, che è solo il primo di tre consecutivi. Nelle tre partecipazioni alla Coppa dei Campioni i tedeschi raggiungono in due occasioni i quarti di finale, riuscendo ad eliminare tra gli altri anche il Benfica. Ma nel 1978, dopo la conquista del terzo scudetto consecutivo, Fritzsch lascia la squadra: sotto la sua guida la Dinamo in campionato non è mai scesa sotto il terzo posto, e l'ha conquistato in cinque occasioni; inoltre ha raggiunto la finale di coppa per sei volte e l'ha vinta in due occasioni, nelle quali ha ottenuto anche il double.

### Gli anni '80

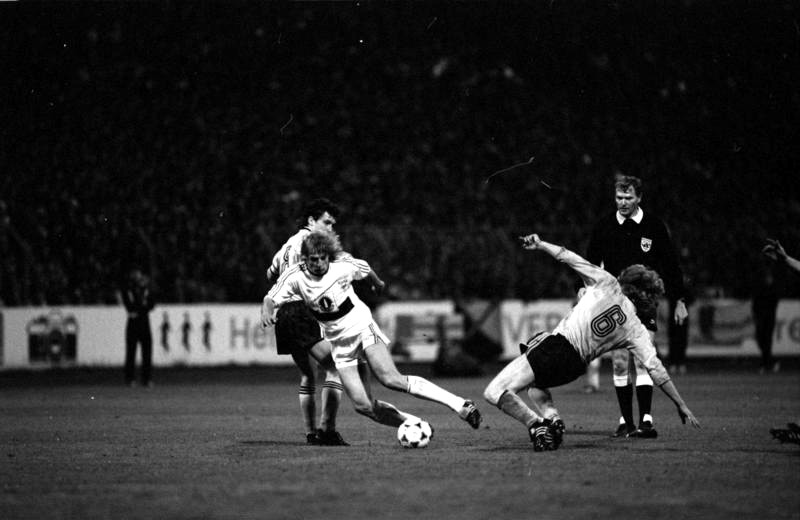
Dinamo Dresda - 1-1, semifinale della Coppa UEFA 1988-1989

Nella stagione 1980-1981 la Dinamo Dresda partecipa alla Coppa UEFA, ma viene qui eliminata dallo Standard Liegi agli ottavi. Tuttavia nel turno precedente, durante la trasferta ad Enschede, Peter Kotte e Gerd Weber ricevono un'offerta dal Colonia; in seguito i due vengono arrestati insieme a Matthias Müller con l'accusa di voler fuggire in Europa occidentale; vengono poi squalificati a vita, e terminano così le loro carriere. Negli anni immediatamente successivi la squadra vince per tre volte la coppa nazionale, nel 1981-1982, nel 1983-1984 e nel 1984-1985, sempre sconfiggendo in finale la dominatrice della Oberliga di questi anni, la Dinamo Berlino.
Tuttavia nelle coppe europee i tedeschi non riescono ancora a superare i quarti di finale, anche quando il passaggio alle semifinali sembra a portata di mano. Questo accade ad esempio nella Coppa delle Coppe 1984-1985: la Dinamo vince 3-0 la partita di andata con il Rapid Vienna, ma gli austriaci prevalgono per 5-0 in quella di ritorno. Un episodio ancor più eclatante si verifica invece nella Coppa delle Coppe 1985-1986: qui la squadra di Dresda vince 2-0 la partita casalinga contro il Bayer Uerdingen, e nel ritorno le squadre vanno negli spogliatoi con gli ospiti in vantaggio per 1-3. A questo punto però i padroni di casa compiono il cosiddetto wunder von der Grotenburg, il miracolo del Grotenburg, segnando ben sei gol nella ripresa ed eliminando così i tedeschi orientali. In questa occasione Frank Lippmann, uno dei capocannonieri della manifestazione che milita nella Dinamo decide di rimanere in Germania Ovest.
Nella stagione 1988-1989 la Dinamo Dresda vince con autorità il campionato, e in panchina c'è Eduard Geyer. Di questa squadra fanno parte, tra gli altri, Andreas Trautmann, Matthias Döschner, Torsten Gütschow, Ralf Minge, Hans-Uwe Pilz, Ulf Kirsten, Jörg Stübner, e il futuro Pallone d'oro Matthias Sammer. Intanto, dopo sette tentativi la Dinamo riesce ad accedere alle semifinali nelle competizioni europee: in Coppa UEFA, infatti, dopo aver eliminato tra gli altri anche la Roma, la squadra tedesca arriva in semifinale dove incontra lo Stoccarda, che però esce vincitore; ad ogni modo Gütschow è il capocannoniere della manifestazione.

### Gli anni '90

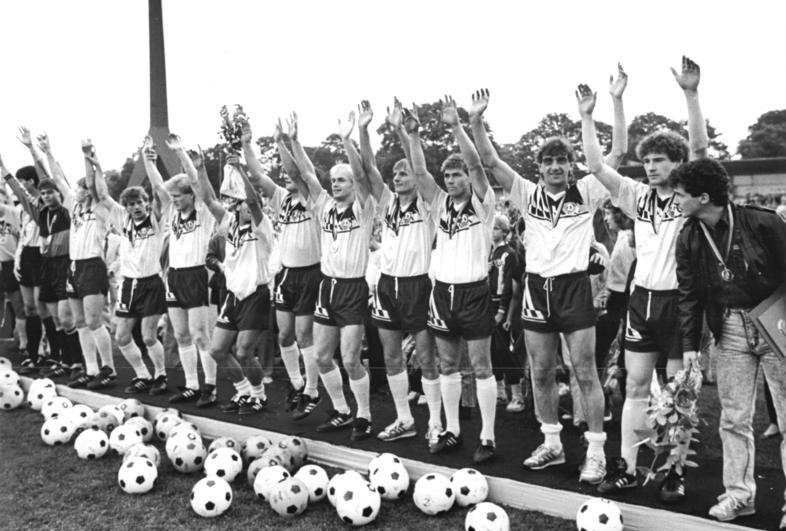
La squadra che conquista il campionato 1989-1990

Gli anni novanta si aprono con l'ottavo ed ultimo titolo, inoltre la squadra conquista nella stessa stagione anche la coppa nazionale, ottenendo quindi il terzo double. I tedeschi arrivano nuovamente ai quarti nella Coppa dei Campioni 1990-1991 dove sono eliminati nuovamente dalla squadra che vincerà la manifestazione, la Stella Rossa; tuttavia la partita di ritorno giocata a Dresda viene sospesa a causa delle intemperanze dei tifosi padroni di casa, e viene pertanto assegnata la vittoria a tavolino alla squadra ospite.
La stagione 1990-1991 è l'ultima prima della riunificazione tedesca: in Germania si decide infatti di creare un unico torneo nazionale, e le squadre della Germania Est vengono distribuite nei vari livelli del nuovo calcio tedesco in base alla classifica di questo campionato; il secondo posto finale permette alla squadra di partecipare alla Bundesliga. Nel nuovo campionato la Dinamo Dresda disputa quattro stagioni, pur rimanendo sempre nel fondo della classifica. Nel gennaio 1993 viene nominato presidente l'imprenditore Rolf-Jürgen Otto, ma nella stessa stagione la squadra viene penalizzata di quattro punti. Tuttavia la Dinamo, guidata dall'allenatore Sigfried Held riesce a salvarsi ancora una volta, ma nulla può Horst Hrubesch nella stagione successiva. Però in estate la federcalcio tedesca decide di non iscrivere il club alla Zweite Bundesliga per motivi finanziari, e la Dinamo è costretta a ripartire dalla Regionalliga, dalla quale è in seguito retrocessa.

### Dal 2000
Gli anni duemila iniziano con la Dinamo Dresda nella NOFV-Oberliga, ma nel 2002, dopo aver battuto tutti i record di pubblico, la squadra risale in Regionalliga Nord; tale rinascita è determinata anche dall'ingaggio dell'allenatore Christoph Franke. Il 5 giugno 2004, davanti a 36.000 spettatori la squadra può festeggiare la risalita in Zweite Bundesliga con una giornata di anticipo; la sconfitta all'ultima giornata con l'Uerdingen si rivela infatti ininfluente.
Nella stagione 2004-2005 la Dinamo parte con l'obiettivo della salvezza, ma inizia il campionato battendo 3-1 il Duisburg, squadra che alla fine sarà promossa. Ad ogni modo, alla fine del girone di andata la Dinamo si ritrova in zona retrocessione, con soli 18 punti conquistati. La ventunesima giornata segna però l'inizio della rimonta: arrivano 16 punti, frutto di sei partite consecutive senza sconfitte; già alla trentaduesima giornata la squadra può festeggiare la permanenza nella categoria, vincendo per 1-0 il derby della Sassonia con l'Erzgebirge Aue. Nella stagione successiva, invece, la Dinamo ha la soddisfazione di battere il Monaco 1860 nel nuovo suo stadio, l'Allianz Arena, tuttavia la squadra precipita presto in zona retrocessione. Il 15 dicembre 2005 Peter Pacult sostituisce Franke alla guida della squadra, ma nonostante i nuovi arrivi, la Dinamo Dresda viene retrocessa in Regionalliga il 14 maggio 2006 all'ultima giornata, nonostante la vittoria per 3-1 contro l'Hansa Rostock.
La Dinamo Dresda ricomincia il campionato di terza serie con un settimo posto nella stagione 2006-2007, mentre l'anno successivo si classifica ottava, posizione che consente al club l'accesso alla neocostituita 3. Liga. Il 24 maggio 2011, poi, vincendo i play-off per la promozione contro il Vfl Osnabruck, la squadra torna in Zweite Bundesliga, categoria in cui rimane per tre stagioni prima di una nuova retrocessione in terza serie. La risalita in Zweite Bundesliga si compie alla fine della stagione 2015-2016. La stagione nel campionato cadetto 2019-2020 viene conclusa con un disastroso ultimo posto, condannando il club ad una nuova retrocessione in terza divisione.

## Colori e simboli

### Colori
I colori della maglia della Dinamo Dresda sono il giallo, che è il colore principale, e il nero. Infine, i pantaloncini sono neri e i calzettoni sono gialli.

### Simboli ufficiali

#### Stemma
Il simbolo della Dinamo Dresda è composto da uno scudetto rosso con all'interno una "D"; questo è circondato nella parte in basso da una banda nera con all'interno, in giallo, la scritta "DRESDEN".

## Strutture

### Stadio

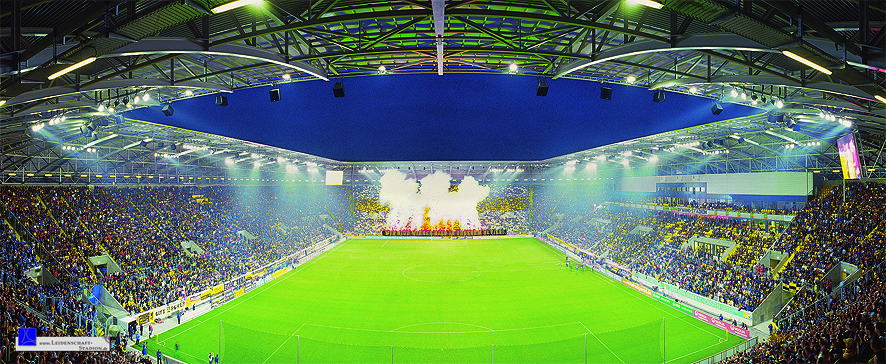
Veduta panoramica del DDV-Stadion.

La Dinamo Dresda gioca le partite casalinghe nel DDV-Stadion. Aperto nel 1923, l'impianto aveva fino a qualche anno fa una capacità di 38.500 posti; il record di presenze sugli spalti, 44.000 persone, fu registrato il 24 settembre 1979 nella partita di Coppa UEFA contro lo Stoccarda, terminata col punteggio 1-1.
Nel 2007 si decise di attuare una ristrutturazione, costruendo nuove tribune ed eliminando la pista d'atletica. I lavori iniziarono ufficialmente nel novembre 2007 e l'inaugurazione del nuovo stadio all'inglese con una capienza di 32.066 posti tutti al coperto, avvenne il 15 settembre 2009 in una partita amichevole contro lo Schalke 04. Dal 2015 lo stadio ha assunto l'attuale denominazione in seguito al contratto di sponsorizzazione con la DDV, società editrice dello Sächsische Zeitung, il principale quotidiano della Sassonia. Nella sua storia è stato intitolato a Rudolf Harbig, atleta nato proprio a Dresda.

## Allenatori
La Dinamo ha raggiunto i massimi livelli sotto la guida di Walter Fritzsch, vincendo la DDR–Oberliga nel 1971, nel 1973, nel 1976, nel 1977 e nel 1978, e finendo vice–campione per 4 volte. Inoltre con lui la squadra vinse due FDBG Pokal, nel 1971 e nel 1977.
Tutti gli allenatori a partire dal 1966:
- 1966-1968  Manfred Fuchs
- 1968-1969  Kurt Kresse
- 1969-1978  Walter Fritzsch
- 1978-1983  Gerhard Prautzsch
- 1983-1986  Klaus Sammer
- 1986-1989  Eduard Geyer
- 1989-1990  Eduard Geyer (01 lug.-03 apr.)
 Reinhard Häfner (04 apr.-30 giu.)
- 1990-1991  Reinhard Häfner
- 1991-1992  Helmut Schulte (01 lug.-21 mag.)
- 1992-1993  Klaus Sammer (01 lug.-20 apr.)
 Ralf Minge (21 apr.-30 giu.)
- 1993-1994  Sigfried Held
- 1994-1995  Sigfried Held (01 lug.-22 nov.)
 Horst Hrubesch (23 nov.-24 feb.)
 Ralf Minge (02 mar.-30 giu.)
- 1995-1996  Hans-Jürgen Kreische (01 lug.-15 apr.)
 Udo Schmuck (16 apr.-30 giu.)
- 1996-1997  Udo Schmuck (01 lug.-23 set.)
 Hartmut Schade (24 set.-30 giu.)
- 1997-1998  Hartmut Schade (01 lug.-31 mar.)
 Werner Voigt (01 apr.-30 giu.)
- 1998-1999  Werner Voigt (01 lug.-07 dic.)
 Damian Halata (08 dic.-01 feb.)
 Rolf Schafstall (02 feb.-30 mar.)
 Damian Halata (30 mar.-03 apr.)
 Colin Bell (31 mar.-30 giu.)
- 1999-2000  Colin Bell (01 lug.-08 mar.)
 Cor Pot (16 mar.-30 giu.)
- 2000-2001  Cor Pot (01 lug.-15 mar.)
 Meinhard Hemp (01 mar.-30 giu.)
- 2001-2005  Christoph Franke
- 2005-2006  Christoph Franke (01 lug.-15 dic.)
 Sven Köhler (15 dic.-27 dic.)
 Peter Pacult (28 dic.-30 giu.)
- 2006-2007  Peter Pacult (01 lug.-03 set.)
 Tom Stohn (04 set.-10 set.)
 Norbert Meier (11 set.-30 giu.)
- 2007-2008  Norbert Meier (01 lug.-24 set.)
 Eduard Geyer (25 set.-02 giu.)
- 2008-2009  Ruud Kaiser
- 2009-2010  Ruud Kaiser (01 lug.-04 ott.)
 Matthias Maucksch (05 ott.-30 giu.)
- 2010-2011  Matthias Maucksch (01 lug.-12 apr.)
 Ralf Loose (12 apr.-30 giu.)
- 2012-2012  Ralf Loose (01 lug.-08 dic.)
 Steffen Menze (09 dic.-17 dic.)
 Peter Pacult (18 dic.-30 giu.)
- 2012-2013  Peter Pacult (01 lug.-18 ago.)
 Steffen Menze (19 ago.-01 set.)
 Olaf Janßen (04 set.-30 giu.)
- 2014-2015  Stefan Böger (01 lug.-16 feb.)
 Peter Németh (17 feb.-30 giu.)
- 2015-2018  Uwe Neuhaus
- 2018-2019  Uwe Neuhaus (01 lug.-22 ago.)
 Cristian Fiél (23 ago.-10 set.)
 Maik Walpurgis (11 set.-23 feb.)
 Cristian Fiél (24 feb.-30 giu.)
- 2019-2020  Cristian Fiél (01 lug.-02 dic.)
 Heiko Scholz (03 dic.-09 dic.)
 Markus Kauczinski (10 dic.-30 lug.)
- 2020-2021  Markus Kauczinski (01 lug.-24 apr.)
 Alexander Schmidt (26 apr.-30 giu.)
- 2021-2022  Alexander Schmidt (01 lug.-01 mar.)
 Guerino Capretti (02 mar.-30 giu.)
- 2022-  Markus Anfang (01 lug.-)

## Calciatori
La Dinamo Dresda ha fornito ben 45 giocatori alla nazionale della Germania Est e 9 giocatori alla nazionale della Germania.
- Hans-Jürgen "Dixie" Dörner, 106 presenze per la Germania Est (1969-1985), campione olimpico a Montréal nel 1976.
- Matthias Döschner, 40 presenze per la Germania Est (1982-1989)
- Reinhard Häfner, 58 presenze per la Germania Est (1971-1984), campione olimpico a Montréal nel 1976.
- Ulf Kirsten, 49 presenze per la Germania Est (1985-1990), 51 presenze per la Germania (1991-2003).
- Hans-Jürgen "Hansi" Kreische, 50 presenze per la Germania Est (1968-1975).
- Ralf Minge, 36 presenze per la Germania Est (1983-1989).
- Hans-Uwe Pilz, 35 presenze per la Germania Est (1982-1989).
- Matthias Sammer, 23 presenze per la Germania Est (1986-1990), 51 presenze per la Germania (1991-1998), campione europeo nel 1996, Pallone d'Oro nel 1996.
- Hartmut Schade, 31 presenze per la Germania Est (1975-1980).
- Andreas Trautmann, 14 presenze per la Germania Est (1983-1989).
- Siegmar Wätzlich, 22 presenze per la Germania Est (1972-1975).

### Vincitori di titoli
Calciatori campioni olimpici di calcio
- Reinhard Häfner (Montréal 1976)
- Gert Heidler (Montréal 1976)
- Dieter Riedel (Montréal 1976)
- Hartmut Schade (Montréal 1976)
- Gerd Weber (Montréal 1976)

## Palmarès

### Competizioni nazionali

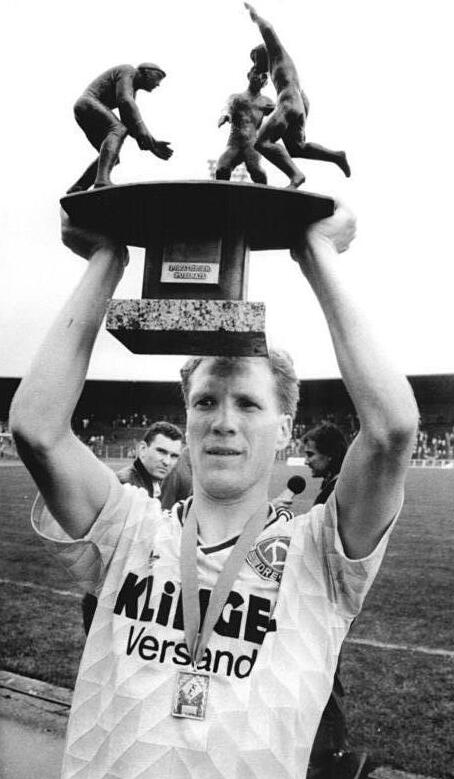
Matthias Sammer solleva la FDGB Pokal vinta nel 1990

- Campionato tedesco orientale: 8

1952-1953, 1970-1971, 1972-1973, 1975-1976, 1976-1977, 1977-1978, 1988-1989, 1989-1990
- Coppa della Germania Est: 7

1951-52, 1970-71, 1976-77, 1981-82, 1983-84, 1984-85, 1989-90
- 3. Liga: 2

2015-2016, 2020-2021

### Competizioni regionali
- NOFV-Oberliga: 1

2001-2002
- Coppa di Sassonia (Sachsenpokal): 3

2003, 2007, 2009

### Competizioni internazionali
- Coppa Piano Karl Rappan: 1

1993

### Altri piazzamenti
- Campionato tedesco orientale:

Secondo posto: 1951-1952, 1978-1979, 1979-1980, 1981-1982, 1983-1984, 1984-1985, 1986-1987, 1990-1991
Terzo posto: 1953-1954, 1969-1970, 1971-1972, 1973-1974, 1974-1975, 1987-1988
- Coppa della Germania Est:

Finalista: 1971-1972, 1973-1974, 1974-1975, 1977-1978
Semifinalista: 1970-1971, 1975-1976, 1978-1979, 1979-1980, 1980-1981, 1982-1983, 1985-1986
- DFV-Supercup:

Finalista: 1989
- Coppa di Germania:

Semifinalista: 1993-1994
- 3. Liga:

Secondo posto: 2024-2025
Terzo posto: 2010-2011
- Coppa UEFA:

Semifinalista: 1988-1989

## Statistiche e record

### Partecipazione ai campionati e ai tornei internazionali

#### Campionati nazionali
Il club vanta una lunga permanenza nella DDR-Oberliga, la massima divisione del campionato tedesco orientale; qui vince anche 8 titoli nazionali. In seguito alla riunificazione tedesca e grazie al secondo posto nella NOFV-Oberliga 1990-1991, la Dinamo è una delle due squadre dell'ex Germania Est a prendere parte alla Bundesliga, dove raggiunge al massimo il tredicesimo posto nell'edizione 1993-1994.
Dalla stagione 1965-1966 alla 2025-2026 compresa il club ha ottenuto le seguenti partecipazioni ai campionati nazionali:
| Livello | Categoria             | Partecipazioni | Debutto   | Ultima stagione | Totale |
| ------- | --------------------- | -------------- | --------- | --------------- | ------ |
| 1º      | Bundesliga            | 4              | 1991-1992 | 1994-1995       | 29     |
| 1º      | NOFV-Oberliga         | 1              | 1990-1991 | 1990-1991       | 29     |
| 1º      | DDR-Oberliga          | 24             | 1965-1966 | 1989-1990       | 29     |
| 2º      | 2. Bundesliga         | 11             | 2004-2005 | 2025-2026       | 12     |
| 2º      | DDR-Liga              | 1              | 1968-1969 | 1968-1969       | 12     |
| 3º      | 3. Liga               | 9              | 2008-2009 | 2024-2025       | 18     |
| 3º      | Regionalliga Nord     | 4              | 2002-2003 | 2007-2008       | 18     |
| 3º      | Regionalliga Nordost  | 5              | 1995-1996 | 1999-2000       | 18     |
| 4º      | Oberliga Nordost, Sud | 2              | 2000-2001 | 2001-2002       | 2      |

#### Tornei internazionali
In campo internazionale la Dinamo è stata in grado di eliminare squadre di alto rango, come la Roma, la Juventus e il Benfica, ma non ha mai raggiunto una finale europea: ha infatti giocato al massimo la semifinale nella Coppa UEFA 1988-1989, dove è stato battuto dallo Stoccarda. Nella Coppa dei Campioni e nella Coppa delle Coppe è invece arrivato in più di un'occasione ai quarti.
Alla stagione 2020-2021 il club ha ottenuto le seguenti partecipazioni ai tornei internazionali:
| Categoria                                | Partecipazioni | Debutto   | Ultima stagione |
| ---------------------------------------- | -------------- | --------- | --------------- |
| Coppa dei Campioni/UEFA Champions League | 7              | 1971-1972 | 1990-1991       |
| Coppa delle Coppe                        | 3              | 1982-1983 | 1985-1986       |
| Coppa UEFA/UEFA Europa League            | 8              | 1972-1973 | 1988-1989       |
| Coppa delle Fiere                        | 2              | 1967-1968 | 1970-1971       |

## Organico

### Rosa 2024-2025
Rosa aggiornata al 28 gennaio 2025.
| N. |                          | Ruolo | Calciatore           |
| -- | ------------------------ | ----- | -------------------- |
| 1  | Germania (bandiera)      | P     | Stefan Drljača       |
| 2  | Corea del Sud (bandiera) | D     | Kyu-hyun Park        |
| 6  | Germania (bandiera)      | C     | Tom Berger           |
| 8  | Germania (bandiera)      | D     | Jonathan Meier       |
| 9  | Germania (bandiera)      | A     | Manuel Schäffler     |
| 10 | Germania (bandiera)      | C     | Jakob Lemmer         |
| 11 | Germania (bandiera)      | C     | Lucas Cueto          |
| 14 | Germania (bandiera)      | D     | Paul Lehmann         |
| 15 | Sri Lanka (bandiera)     | D     | Claudio Kammerknecht |
| 18 | Corea del Sud (bandiera) | C     | Jong-min Seo         |
| 19 | Germania (bandiera)      | C     | Luca Herrmann        |
| 20 | Kosovo (bandiera)        | D     | Andi Hoti            |
| 21 | Germania (bandiera)      | D     | Robin Meißner        |

| N. |                     | Ruolo | Calciatore         |
| -- | ------------------- | ----- | ------------------ |
| 22 | Germania (bandiera) | C     | Tom Zimmerschied   |
| 23 | Germania (bandiera) | D     | Lars Bünning       |
| 24 | Germania (bandiera) | C     | Tony Menzel        |
| 25 | Germania (bandiera) | C     | Jonas Oehmichen    |
| 27 | Germania (bandiera) | C     | Niklas Hauptmann   |
| 28 | Germania (bandiera) | C     | Paul Will          |
| 29 | Germania (bandiera) | A     | Dennis Borkowski   |
| 30 | Germania (bandiera) | A     | Stefan Kutschke    |
| 31 | Germania (bandiera) | D     | Jakob Lewald       |
| 33 | Germania (bandiera) | A     | Christoph Daferner |
| 39 | Germania (bandiera) | D     | Kevin Ehlers       |
| 40 | Germania (bandiera) | P     | Erik Herrmann      |
|    | Germania (bandiera) | C     | Jan Shcherbakovski |